# کوسبا
کوسبا (به عربی: كوسبا) یک منطقهٔ مسکونی در لبنان است که در شهرستان کوره واقع شده‌است.